# David Denicke
David Denicke, född 1603, död 1680, var konsistorialråd i Hannover. Han har skrivit en psalm och är representerad i danska Psalmebog for Kirke og Hjem och i svenska 1937 års psalmbok med bearbetning av ett verk. Texten bygger på Matteus 5: 1-12 i Nya Testamentet.

## Psalmer
- Kom, min kristen, Gud till ära (1695 nr 198, 1937 nr 399) översatt eller bearbetad 1648 från Johann Heermanns tyska originaltext Kommt laßt euch den HERren lähren.